# Body Harvest
Body Harvest é um jogo eletrônico de ação criado pela empresa de jogos DMA Design (Rockstar North), cujo enredo é sobre aliens invadindo a Terra. O soldado Adam Drake tem que impedir os aliens utilizando veículos e armas.
O jogo mescla ação e muitos elementos de RPG. Para encontrar itens e armas, por exemplo, terá que explorar as áreas do jogo como se estivesse em Final Fantasy. Não pode deixar nada passar em branco: vasculhe baús, barris e gavetas e entre em todas as casa, igrejas e mesmo bases do exercito.Tem que ficar atento as armas, porque seu uso é fundamental para passar de fase é como um quebra – cabeças: há uma arma certa para cada ocasião e lugar.

## Enredo
A historia de Body harvest começa quando uma nave espacial terráquea é atacada por aliens que tomam o comando e aterrissa na Terra. A intenção dos aliens não é das melhores, pois o objetivo deles é exterminar toda a raça humana e dominar o planeta. Na pele de um soldado, (Adam Dreke) você deve impedir que o plano dos ETs se concretize.